# 이원세
이원세(1940년 4월 6일 ~ 2023년 6월 19일)은 대한민국의 영화감독이다.

## 생애
1940년 4월 6일, 북한 평안남도 평원군에서 태어났다. 김수용 감독의 촬영부로 입문하였다가 수전지대가 동아일보 시나리오 공모전에 당선되면서 연출의 세계로 넘어가게 되었다.
1971년에 자신의 시나리오를 본인이 연출한 잃어버린 계절로 감독 데뷔를 한다. 유명한 작품으로는 특별수사본부 3부작이 있다. 1974년 특별수사본부 배태옥 사건이 나오고 1년마다 한편씩 후속작이 나왔다.
1977년엔 대한민국 최초의 크리쳐물인 악어의 공포를 연출하였다. 태국과의 합작 영화이며 국내 최초의 크리쳐물이자 당시 기준으로 세계적으로도 거대 악어가 등장하는 호러 중 첫 작품이었다. 거대 악어 호러 영화 중 가장 사랑받는 앨리게이터(영화) 조차 1980년작이다. 하지만, 한국어 더빙 필름조차 남아있지 않고 태국어판 필름으로 한국배우들이 대거 잘려나간 편집판만 남아서 이게 DVD로 발매되었고 영어 더빙도 나와버려 해외에서 태국영화로 알려져 있는 안타까운 현실이다.
난장이가 쏘아올린 작은 공을 연출하지만 여러모로 가위질도 당하고 대종상 시상이 확정되었으나 외압으로 취소 당하는 등 모진 고통을 겪어야 했다. 1985년 여왕벌(한국 영화)를 마지막으로 영화계에서 은퇴, 미국으로 이민가서 살다가 최근 다시 한국으로 돌아왔으며 2017년에는 회고전이 열리기도 했었다.
2021년 11월 19일(금) 제26회 춘사국제영화제에서 공로상을 수상하였으며, 수상 소감을 하면서 '현재 시나리오를 집필중이며, 곧 완성된 영화로 다시 찾아뵙겠다' 고 밝혀서 영화인들의 응원과 뜨거운 박수를 받았다.
2023년 6월 19일 낮 12시에 노환으로 별세했다. 향년 83세

## 출연작
- 1974년 특별수사본부 배태옥 사건
- 1974년 특별수사본부 김수임의 일생
- 1975년 특별수사본부 외팔이 김종원
- 1978년 악어의 공포
- 1981년 난장이가 쏘아올린 작은 공
- 1984년 그 여름의 마지막 날
- 1984년 이방인
- 1984년 3일낮 3일밤
- 1985년 여왕벌